# Vandlinje
Vandlinje er en krum linje, som på skibstegningen viser formen af et skibsskrogs vandrette plan, der skærer vandspejlet; efter som skibets dybgående tiltager, vil vandlinje i reglen få en fyldigere form.
En vandlinje kan også være den tænkte linje på det sted hvor en genstand, som regel et skib, skærer vandoverfladen.